# 哭

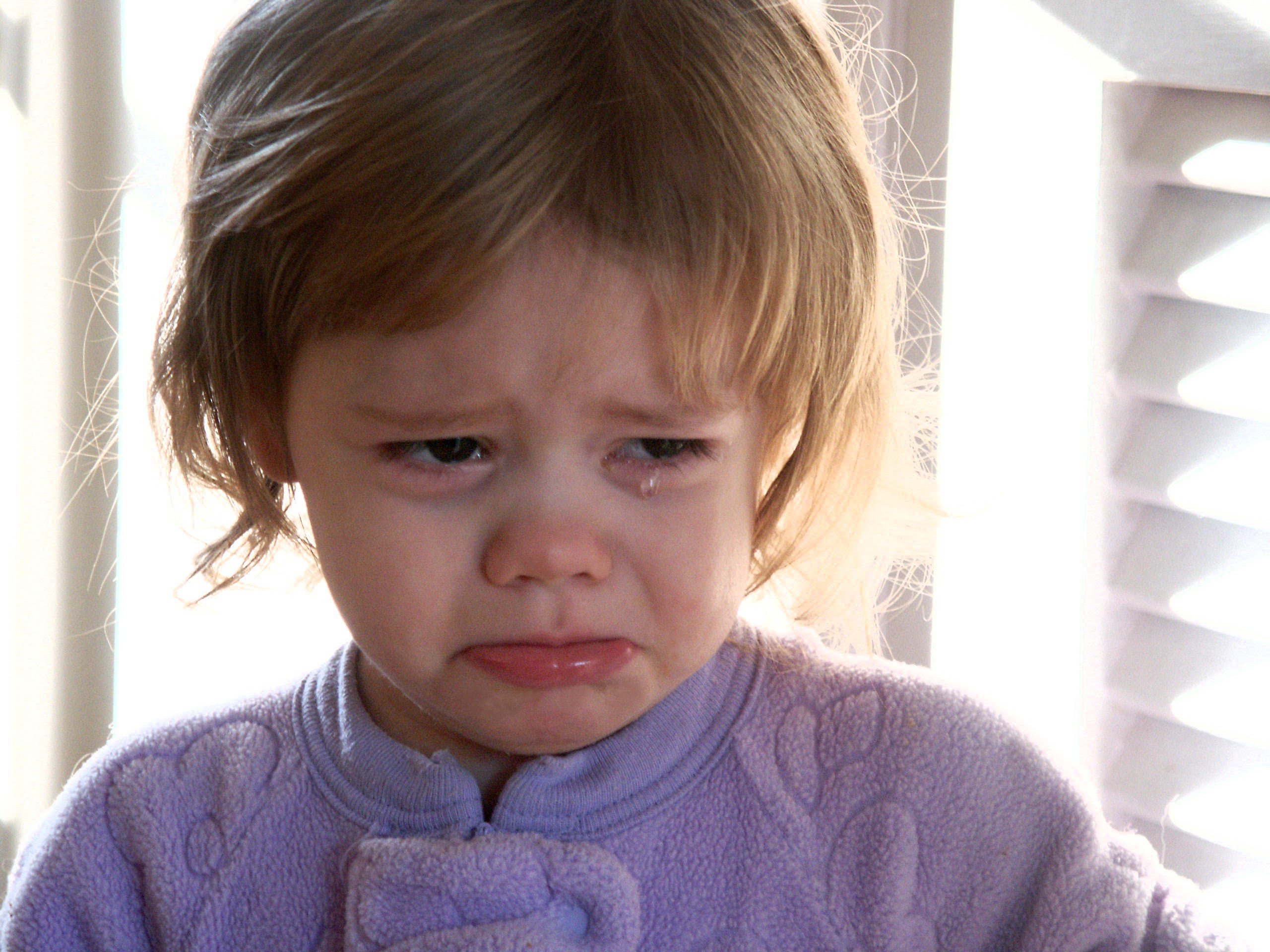
一個在哭泣的小女孩

哭，是生理情绪的一种表达或表露，亦是人类表达、宣泄情感的一种方式。哭泣的行为被定义为“一种复杂的分泌运动现象。可能导致哭泣的情绪包括悲伤、愤怒、恐惧、喜悦等。哭的类型包括：抽泣、哭泣、哀号、呜咽、嚎啕大哭。亦有研究指出除人以外的其他哺乳类动物也会哭，如狗和猫。

## 哭的意义
哭除了表达情绪之外也常作为一种传递信息的信号，例如一般的非成年人在不舒服或不满意等的时候就会哭着向父母传递信息，或是饿了、渴了、热、冷、痛、尿床等。当父母或监护人听到嬰兒和小孩的哭声时便对其作出适当的处理。一般在儿时尤其是在婴儿期，哭声也可能是患病的征兆，所以哭常是医生发现婴幼儿患病的信号。研究表明，哭泣引發其他人的行為，特別是當女性在哭泣的時候。

### 积极意义
科学认为哭泣对人的心理、人体等都具有保护的作用。
当人内心极度不快时，哭泣是一种发泄方式，哭后能使心情變得畅快。科学家常建议，当遭遇严重精神创伤或是陷入忧虑和绝望、不吃不睡时等狀況時會应设法大哭一场；同时还认为如果在该哭时强忍住可能会憋出疾病。美国生物化学家费雷认为人在悲伤时不哭相当于“慢性自杀”。他调查发现长期不流泪的人患病的机率比流泪的人高出一倍。费雷同时指出男子的胃溃疡病和精神分裂症患者之中长期不哭者占多数。
人們通常都認為哭泣是很不成熟、不懂事或是逃避現實等負面的行為。所以有些人認為他們要學會堅強也必須要讓自己像個男子漢一樣要很氣概、成熟與懂事等正面行為。所以大多數人對於會哭泣的人很反感，尤其以學生最為嚴重以及針對多數身障生。
人的泪水中含有溶菌酶，具有杀灭病菌的功能。因此哭能滋润眼角膜會使眼睛得到清洗得到杀灭病菌的效果。科学家亦发现，人在悲痛时流的眼泪和伤风感冒及风沙入眼时流的眼泪，其化学成分是不同的。
泪水还有重要的防护作用，当眼睛有异物入侵时，便会自然反射分泌泪水，可及时冲走异物。

### 消极意义
常有人认为过度的哭会使人视力受损，甚至使双眼失明，但这并不准确。大哭后会使视力模糊，这是眼球肌肉十分疲劳，睫状肌收缩导致的结果，此时只要作好休息就不会造成永久性伤害。流泪过多并不会导致瞎眼。
角膜破皮才会导致双眼失明，一般人哭的时候会用手或纸巾去擦或揉眼睛，但这可能损及眼球表面的角膜，倘若用力过度，可能导致角膜破皮、引发感染，不及时处理，可能致使角膜溃疡，此时眼睛可能会剧痛、不停地流泪，这将致使视力严重受损，严重的会双目失明。

## 哭的分类
- 三国时期魏国的思想家、文学家阮籍每每郁闷出游，无路可行便悲伤痛哭，这就是穷途之哭（出处：《晋书·阮籍传》：“时率意独驾，不由径路，车迹所穷，辄痛哭而返。”唐王勃《滕王阁序》：“阮籍猖狂，岂效穷途之哭！”）。